# Rondo, Arkansas
Rondo är en ort i Lee County i Arkansas. Enligt 2010 års folkräkning hade orten 198 invånare.